# سام هوسکینز
سام هوسکینز (انگلیسی: Sam Hoskins؛ زادهٔ ۴ فوریهٔ ۱۹۹۳.) بازیکن فوتبال اهل بریتانیا است.
از باشگاه‌هایی که در آن بازی کرده‌است می‌توان به باشگاه فوتبال نورث‌همپتون تاون، باشگاه فوتبال پرستون نورث اند، باشگاه فوتبال یئوویل تاون، باشگاه فوتبال ساوت‌همپتون، باشگاه فوتبال روترهام یونایتد، باشگاه فوتبال بارنت، و باشگاه فوتبال استیونج اشاره کرد.